# 子魚 (楚國)
子魚（？—前525年），羋姓，名魴，字子魚，春秋时期楚国的司马。
前525年（周景王二十年、鲁昭公十七年、楚平王四年、吴王僚二年），吴国攻打楚国，阳匄任令尹，占卜战争的结果不吉。司马子鱼说：“我国地处上游，为何不吉？按楚国规矩，司马令龟（由司马在占卜前报告占卜的事情），请求重新占卜。”再说：“带领部属战死，楚军跟上去，希望大获全胜。”两国军队在长岸作战，子鱼先战死，楚军被吴国的公子光打败。